# 阿加流比売神
阿加流比売神（アカルヒメノカミ）は、『古事記』などに登場する女神。

## 概要
『古事記』では新羅王の子である天之日矛（あめのひぼこ）の妻となっている。『日本書紀』では名前の記述がないが、意富加羅国王の子である都怒我阿羅斯等（つぬがあらしと）が追いかける童女のエピソードと同一である。記紀で国や夫や女の名は異なっているが、両者の説話の内容は大変似通っている。
神名の「阿加流」は「明る」で「比売」への美称と解し、名義は「色美しくつやのある女性」と考えられる。また日の出の太陽を表す赤い瑪瑙の玉の化身とする説もある。

## 記述

### 古事記
『古事記』では応神天皇記に記述がある。
昔、新羅のアグヌマ（阿具奴摩、阿具沼）という沼で女が昼寝をしていると、その陰部に日の光が虹のようになって当たった。すると女はたちまち娠んで、赤い玉を産んだ。その様子を見ていた男は乞い願ってその玉を貰い受け、肌身離さず持ち歩いていた。ある日、男が牛で食べ物を山に運んでいる途中、天之日矛と出会った。天之日矛は、男が牛を殺して食べるつもりだと勘違いして捕えて牢獄に入れようとした。男が釈明をしても天之日矛は許さなかったので、男はいつも持ち歩いていた赤い玉を差し出して、ようやく許してもらえた。天之日矛がその玉を持ち帰って床に置くと、玉は美しい娘になった。
天之日矛は娘を正妻とし、娘は毎日美味しい料理を出していた。しかし、ある日奢り高ぶった天之日矛が妻を罵ったので、親の国に帰ると言って小舟に乗って難波の津に逃げてきた。その娘は、難波の比売碁曾の社に鎮まる阿加流比売神であるという。

### 日本書紀
『日本書紀』では垂仁天皇条に記述がある。
都怒我阿羅斯等は自分の牛に荷物を背負わせて田舎へ行ったが、牛が急にいなくなってしまった。足跡を追って村の中に入ると、その村の役人が、「この荷の内容からすると、この牛の持ち主はこの牛を食べようとしているのだろう」と言って食べてしまったという。都怒我阿羅斯等は牛の代償として、その村で神として祀られている白い石を譲り受けた。石を持ち帰って寝床に置くと、石は美しい娘になった。
都怒我阿羅斯等が喜んで娘と性交しようとしたが、目を離したすきに娘はいなくなってしまった。都怒我阿羅斯等の妻によれば、娘は東の方へ行ったという。娘は難波に至って比売語曾社の神となり、また、豊国の国前郡へ至って比売語曾社の神となり、二箇所で祀られているという。

### 摂津国風土記
『摂津国風土記』逸文にも阿加流比売神と思われる神についての記述がある。
応神天皇の時代、新羅にいた女神が夫から逃れて筑紫国の「伊波比の比売島」に住んでいた。しかし、ここにいてはすぐに夫に見つかるだろうとその島を離れ、難波の島に至り、前に住んでいた島の名前をとって「比売島」と名附けた。

## 解説
『古事記』の阿加流比売神の出生譚は、女が日光を受けて卵を生み、そこから人間が生まれるという卵生神話の一種であり、類似した説話が東アジアに多く伝わっている。例えば扶余族の高句麗の始祖東明聖王（朱蒙）や新羅の始祖赫居世、倭より渡った新羅王族昔氏の伝承、伽耶諸国のひとつ金官国の始祖首露王の出生譚などがそうである。
『古事記』に記述された「難波の比売碁曾社」に相当する神社として大阪市東成区東小橋の比売許曽神社があるが、現在、この神社の主祭神は大国主の娘の下照比売命とされている。
『摂津国風土記』逸文の比売島と同名の姫嶋神社が大阪市西淀川区姫島町にあり、阿迦留姫命（神社伝承による）が住吉大神とともに祀られている。ほかに、大阪市平野区平野東の杭全神社飛地境内社である赤留比売命神社（三十歩神社）にも阿加流比売神が祀られている。
「豊国の比売語曾社」は、大分県姫島の比売語曽社である。『豊前国風土記』逸文にも、新羅国の神が来て河原に住んだので鹿春神というとある。
他に同名の姫社（ひめこそ）神社は岡山県総社市福谷にあり、阿加流比売（神社伝承による）が祀られている。

## 系譜
天之日矛周辺の系図
| 多遅摩之俣尾 |        |        |        |        |        |                |  |  |  |  |  |          |          |          |          |          |          |  |  |              |              |              |              |              |              |
|              |        |        |        |        |        |                |  |  |  |  |  |          |          |          |          |          |          |  |  |              |              |              |              |              |              |
| 前津見       | 前津見 | 前津見 | 前津見 | 前津見 | 前津見 |                |  |  |  |  |  | 天之日矛 | 天之日矛 | 天之日矛 | 天之日矛 | 天之日矛 | 天之日矛 |  |  | 阿加流比売神 | 阿加流比売神 | 阿加流比売神 | 阿加流比売神 | 阿加流比売神 | 阿加流比売神 |
| 前津見       | 前津見 | 前津見 | 前津見 | 前津見 | 前津見 |                |  |  |  |  |  | 天之日矛 | 天之日矛 | 天之日矛 | 天之日矛 | 天之日矛 | 天之日矛 |  |  | 阿加流比売神 | 阿加流比売神 | 阿加流比売神 | 阿加流比売神 | 阿加流比売神 | 阿加流比売神 |
|              |        |        |        |        |        |                |  |  |  |  |  |          |          |          |          |          |          |  |  |              |              |              |              |              |              |
|              |        |        |        |        |        | 多遅摩母呂須玖 |  |  |  |  |  |          |          |          |          |          |          |  |  |              |              |              |              |              |              |
|              |        |        |        |        |        |                |  |  |  |  |  |          |          |          |          |          |          |  |  |              |              |              |              |              |              |
|              |        |        |        |        |        | 多遅摩斐泥     |  |  |  |  |  |          |          |          |          |          |          |  |  |              |              |              |              |              |              |
|              |        |        |        |        |        |                |  |  |  |  |  |          |          |          |          |          |          |  |  |              |              |              |              |              |              |
|              |        |        |        |        |        | 多遅摩比那良岐 |  |  |  |  |  |          |          |          |          |          |          |  |  |              |              |              |              |              |              |

太陽神と新羅の賤女の子で、新羅王子の天之日矛の妻となる。

## 祀る神社
- 姫嶋神社（大阪府大阪市西淀川区姫島） - 主祭神
- 赤留比売命神社（大阪府大阪市平野区平野東） - 主祭神  - 杭全神社の末社。
- 姫社神社（岡山県総社市福谷） - 主祭神
- 比売語曽社（大分県東国東郡姫島村） - 主祭神